# Caesio suevica
Caesio suevica, comúnmente conocido como Fusilero de Suez, es una especie de pez del género Caesio, familia Caesionidae. Fue descrita científicamente por Klunzinger en 1884.
Se distribuye por el Océano Índico: mar Rojo al mar Arábigo. La longitud total (TL) es de 35 centímetros. Habita en zonas costeras, principalmente en los arrecifes de coral y su dieta se compone de zooplancton. Puede alcanzar los 25 metros de profundidad.
Está clasificada como una especie marina inofensiva para el ser humano.

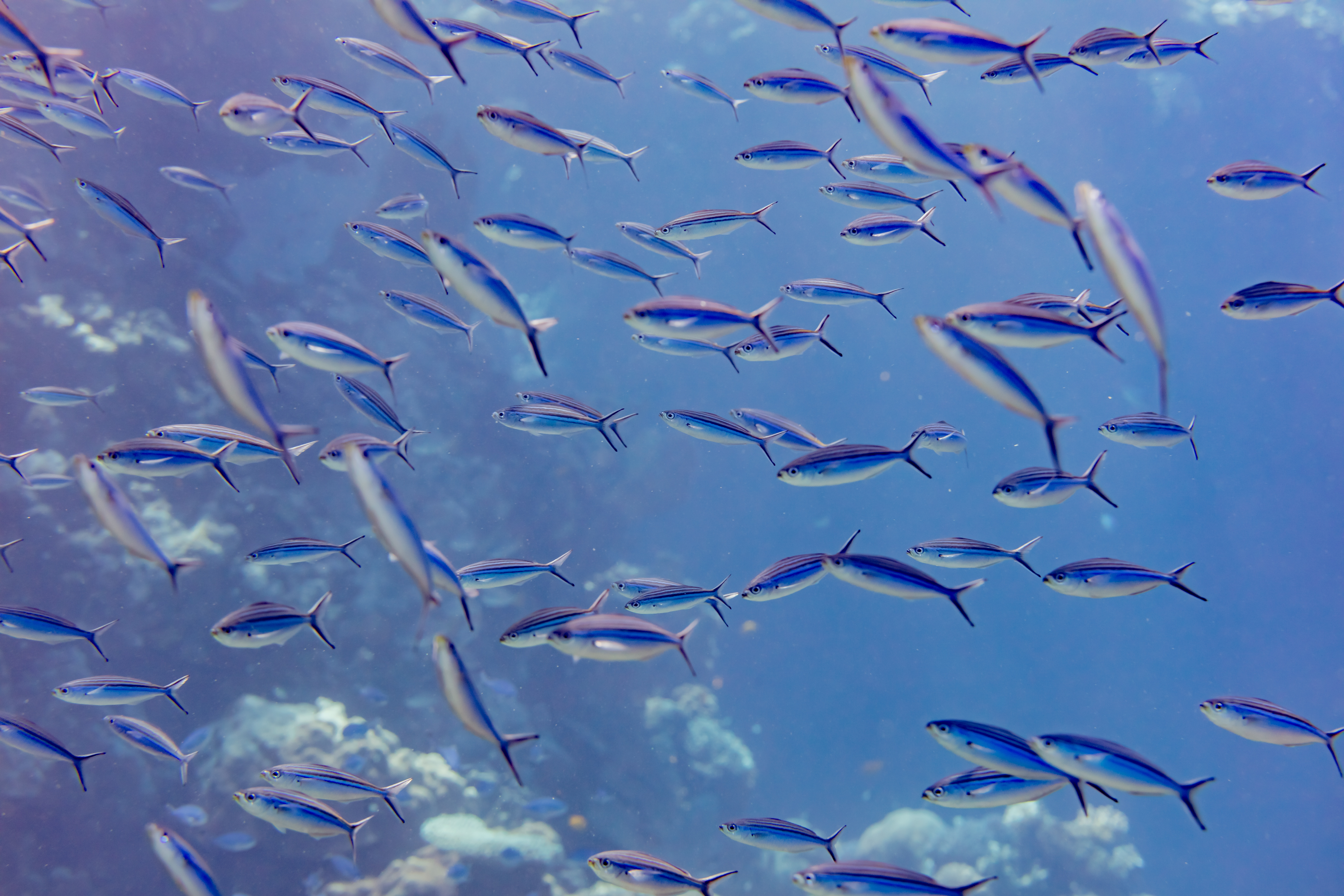
Grupo de Caesio suevica.
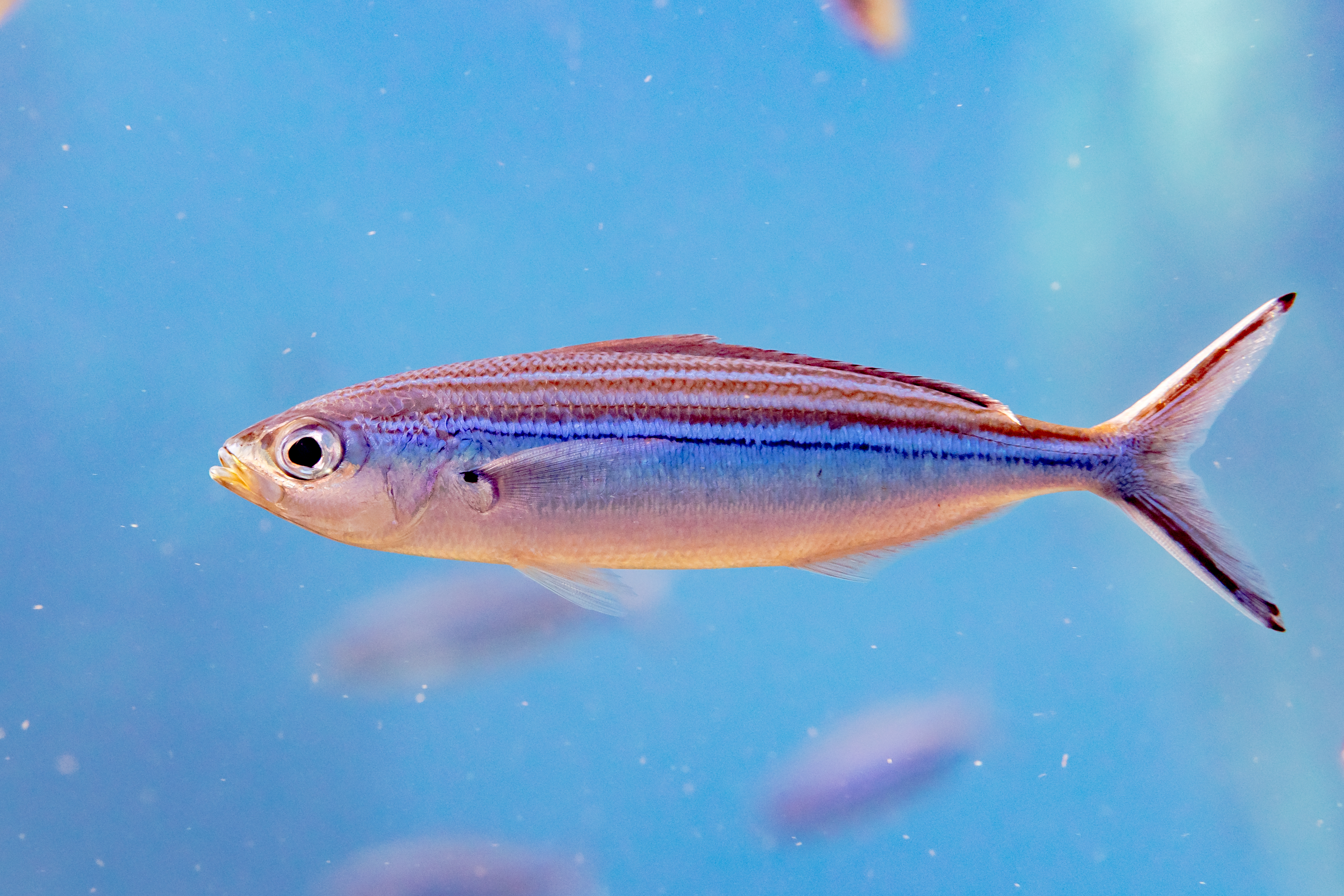
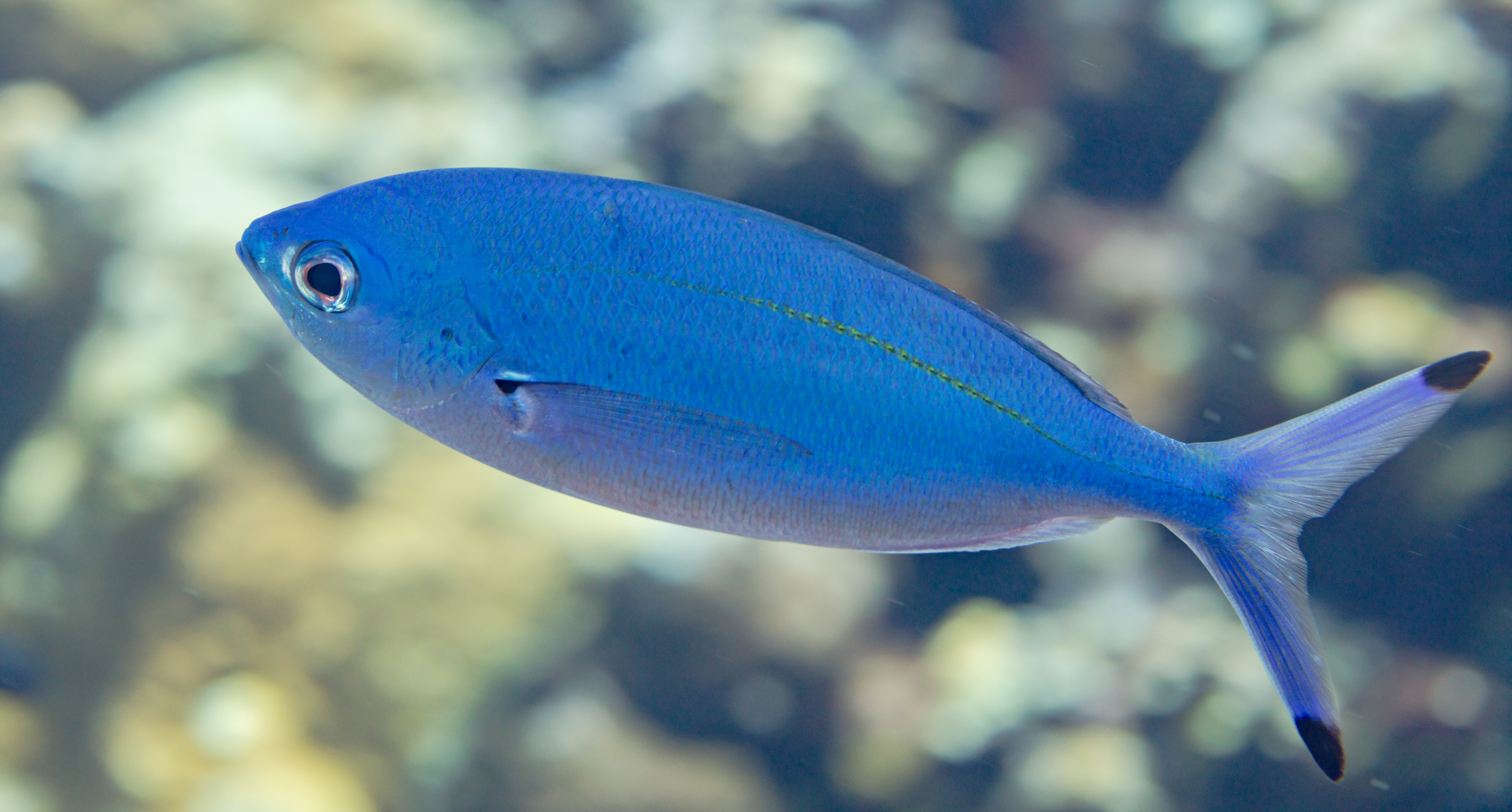
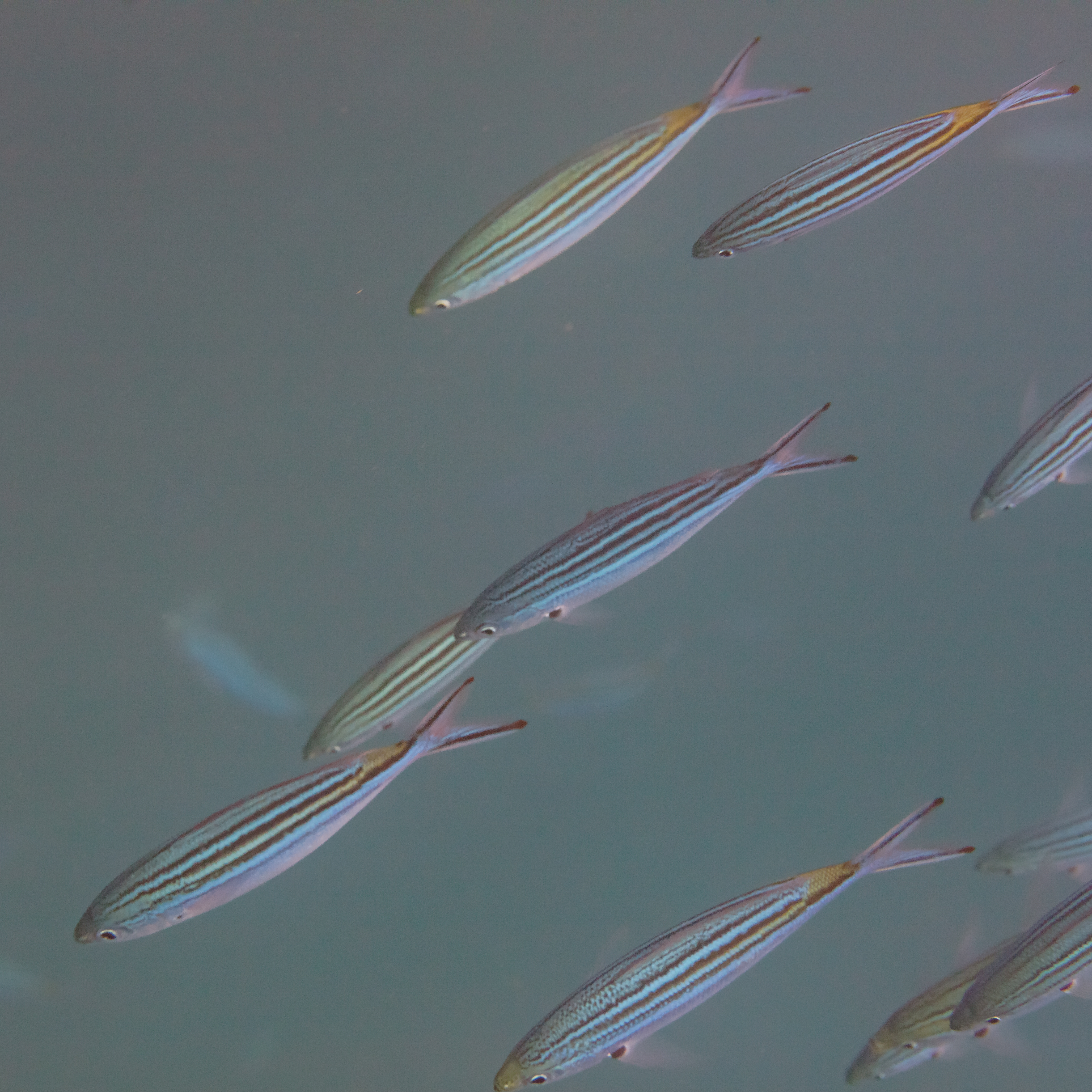